# Betula baschkirica
Betula baschkirica är en björkväxtart som beskrevs av Nikolai Nikolaievich Tzvelev. Betula baschkirica ingår i släktet björkar, och familjen björkväxter. Inga underarter finns listade.
Artens utbredningsområde är Östra europeiska Ryssland. Denna björk hittas i Basjkirien i södra Uralbergen. Den är liten och har liksom flera andra björkar vit bark. Den växer på myr och träskmarker där den kan ingå i skogar.
Populationens storlek är inte känd. IUCN listar arten med kunskapsbrist (DD).